# 佐伯りさ
佐伯 りさ（さいき りさ、1970年7月13日 - ）は、南海放送の社員で同局メディア統括本部メディア統括局メディア広報部長。元アナウンサー、プロデューサー。愛媛県松山市出身。

## 来歴
- 愛媛県立松山東高等学校、青山学院大学経済学部経済学科を卒業後[3][4]、1993年に南海放送に入社（同期は合田みゆき）。同局ではアナウンサーのほか、番組プロデューサーとしても活動していた[5]。
- 入社から11年後の2004年、第30回アノンシスト賞のラジオ読みナレーション部門で全国最優秀賞を受賞。それから2年後の2006年には、第27回NNSアナウンス大賞のラジオ部門で大賞を受賞した。また2010年代にも、アノンシスト賞で2年続けて賞を受けている。

## 役職歴
- ラジオ局アナウンス室チーフ
- 2014年3月 報道制作局制作部副部長・アナウンス室
- 2017年3月 報道制作本部報道制作局アナウンス室マネージャー（部長格）・制作部
- 2018年3月 報道制作本部報道制作局アナウンス室マネージャー（部長格）・制作部・働き方改革推進チーム
- 2019年3月 メディア統括本部メディア統括局メディア広報部長

## 受賞歴
- 第30回（2004年度）アノンシスト賞 ラジオ読みナレーション部門 全国最優秀賞[2]
- 第27回（2006年度）NNSアナウンス大賞 ラジオ部門 大賞[6]
- 第38回（2012年度）アノンシスト賞 ラジオ読みナレーション部門 全国優秀賞[2]
- 第39回（2013年度）アノンシスト賞 CM部門 全国最優秀賞[2]

## 担当番組

### テレビ番組
- なんかいNEWS530[7]
- 小林真三の見たまんまテレビ[7]
- もぎたてテレビ70[7]
- 特急!なんかいNEWSプラス1[7]
- 夢・人・愛媛[1]
- いよてつ高島屋テレビショッピング[1]
- なっとくテレビn[7]
- おかえりテレビWEEKEND[7]
- ズームイン!!SUPER（日本テレビ） - 愛媛担当キャスター[8]
- 今コレ！deないと[9]
- おかえりテレビ デリシャス → おかデリ
- サタデリ![10]
- なんかいNEWS・なんかいNEWSファイナル

### ラジオ番組
- 花の金曜またたびワイド
- 佐伯りさのチャオ！イタリアン
- ネッツトヨタ瀬戸内 ミュージックモーニング[11]
- 佐伯りさのとっておき!
- ザ・VOICE[10]
- りさのWeekendグリップC@fe[8]
- 坂の上のラジオ（日曜 10:00～）
- ラジオ遍路・88の音巡り（南海放送制作週）（日曜9:20～）
- 愛媛新聞ニュース

### ネット配信番組
- 佐伯の伯は伯洋の伯[10]